# Завегепант
Завегепант — лекарственный препарат для лечения мигрени. Одобрен для применения: США (2023).

## Механизм действия
Антагонист CGRP-рецепторов (гепант третьего поколения)

## Показания
Приступы мигрени с аурой или без ауры у взрослых.

## Способ применения
Спрей.